# Toronto St. Michael’s Majors
Toronto St. Michael’s Majors byl kanadský juniorský klub ledního hokeje, který sídlil v Torontu v provincii Ontario. V letech 1933–1962 a 1996–2012 působil v juniorské soutěži Ontario Hockey League (dříve Ontario Hockey Association). Zanikl v roce 2012 po trvalém přestěhování do Mississaugy, kde byl vytvořen tým Mississauga Steelheads. Své domácí zápasy odehrával v hale St. Michael's College School Arena s kapacitou 1 600 diváků. Klubové barvy byly nebeská modř, námořnická modř a bílá.
Nejznámější hráči, kteří prošli týmem, byli např.: Peter Budaj, Tim Brent, František Lukeš, Ryan Wilson, Jan Šulc, Maxim Kicyn, Brett Flemming, Brandon Maxwell nebo David Bauer.

## Historické názvy
Zdroj: 
- 1906 – Toronto St. Michael’s Majors
- 2007 – Mississauga St. Michael’s Majors

## Úspěchy
- Vítěz Memorial Cupu ( 4× )
  - 1934, 1945, 1947, 1961
- Vítěz OHL ( 6× )
  - 1933/34, 1936/37, 1944/45, 1945/46, 1946/47, 1960/61

## Přehled ligové účasti
Zdroj: 
- 1936–1937: Ontario Hockey Association
- 1942–1943: Ontario Hockey Association
- 1943–1944: Ontario Hockey Association (Skupina 1)
- 1944–1961: Ontario Hockey Association
- 1961–1962: Ontario Hockey Association (Divize Metro Junior A)
- 1962–1997: bez soutěže
- 1997–1998: Ontario Hockey League (Východní divize)
- 1998–2012: Ontario Hockey League (Centrální divize)